# .бг
.бг е одобрен интернационализиран домейн от първо ниво за България. Предложен двукратно от български организации, той е бил предходно отхвърлян от ICANN, организацията, отговорна за управлението на DNS. В ASCII името на домейна би се кодирало като xn--90ae.
Предложение за създаване на интернационализиран домейн от първо ниво .бг, транслитерация на съществуващия домейн от първо ниво за България .bg, е изпратено до ICANN на 24 октомври 2007 година от Сдружение „Унинет“. На 23 юни 2008 година официална заявка е подадена и от Държавната агенция за информационни технологии и съобщения. На 18 май 2010 година ICANN официално отхвърля предложението, поради визуалното сходство на името на домейна с това на съществуващия домейн .br.
Въпреки отказа на ICANN, българското правителство прави второ предложение за създаване на домейна, с аргумента, че тази форма е най-разпознаваема сред българските потребители. Втората заявка е отхвърлена през март 2011 година по същите съображения.
През октомври 2014 г., след промяна в правилата за регистрация в процедурата, с която България кандидатства, ICANN отменя първоначалното решение и домейнът „.бг“ получава одобрение.
На 5 март 2016 г. ICANN добавя домейна „.бг (.xn--90ae)“ към системата за домейни от първо ниво.
На 25 юни 2016 Съветът на директорите на ICANN делегира домейна на Имена.БГ АД
От 12 юли 2016 г. първото име изцяло на кирилица е достъпно в интернет на адрес www.имена.бг.